# 鍾祥 (嘉慶進士)
鍾祥（1782年—1849年），字蘊和，号云亭，杨佳氏，内务府汉军镶黄旗人（属内务府镶黄旗汉姓满洲旗人）。清朝官员，进士出身。

## 生平
嘉慶丁卯举人，十三年（1808年）戊辰科联捷进士。嘉庆二十年起任浙江龙泉知县，调山阴知县。道光六年，山东按察使；七年，山东布政使；九年，丁母憂；十一年雲南布政使，同年，传江西布政使；十二年山东巡抚兼署東河總督等职。道光十六年（1836年）授闽浙总督，兼署福州將軍；十九年，緣事革職；二十年，四川布政史；二十一年，奉召回京。道光二十三年授頭等侍衛，任库伦办事大臣；同年，改任东河河道总督（又東河總督）。道光二十四年，与礼部尚书麟魁、工部尚书廖鸿荃督办黄河中牟堵口工程。给事中宗穆辰（《清史稿：列传二百十》有传）撰其墓表。
鍾祥的家族世称“钟杨家”（这个民间称呼始自鍾祥一代），累代巨富。钟杨家的宅邸在北京旧鼓楼大街马家厂（今前马厂胡同、后马厂胡同），“户舍连云，几遍前后两街，四乡田地尤广，有终年取不尽之租”（此处所称“前后两街”即如今的前马厂胡同、后马厂胡同）。后来因年深日久，有人不明白内务府旗人姓氏称谓的习惯，讹传“钟杨家”是铸钟的工匠世家，由马家厂附近的铸钟胡同敷衍出这家的事迹。

## 家庭
- 始祖楊有先。“楊有先，鑲黄旗包衣旗鼓人，世居瀋陽地方，來歸年分無考。其子楊偉原任司庫，曾孫楊大成原任筆帖式”（据《八旗滿洲氏族通譜》卷76）。
- 太高祖楊威（又楊偉），内务府司库。
- 高祖楊環。
- 曾祖杨作新（c.1700s-?），总管内务府钱粮衙门员外郎、内务府郎中、乾隆十五年（1750）河东盐政；曾任内务府正白旗包衣第四㕘領第二旗鼓佐領、内务府正黄旗包衣第五叅領第二旗鼓佐領、内务府镶黄旗包衣第五参领第五旗鼓佐领（係康熙三十四年（1695）編立），卒于任上（据《钦定八旗通志》）；曾负责雍和宮工程處，参与乾隆朝观象台天文仪器的监造（据《钦定仪象考成》）；雍正十三年（1735），以内务府员外郎诰授奉政大夫。原配妻唐氏（诰赠宜人）、继妻梅氏（诰封宜人）、二继管氏（杨作新与夫人的诰封圣旨原件，现藏甘肃山丹县博物馆，原由路易·艾黎（Rewi Alley）收藏）。
- 祖父永清（字逸席、逸庵），官内务府广储司司库，著有《碧梧书屋诗草》。祖母胡氏。
- 父寶年。其兄彭年，历官江南織造、奉宸苑卿、粵海關監督、總管內務府大臣，著有《粤海关志》三十卷（道光刊本）。
- 胞兄鍾靈（字秀峰），道光十年两淮盐政、武備院卿、長蘆鹽政。
- 堂兄鍾裕（字惇甫），道光己丑科進士，浙江嘉興府知府。其子繼振（字又雲），廣東盐運同知、浙江乍浦同知，著有《百尺梧桐阁诗选》，家藏有数种《红楼梦》版本，被红学家称之为“杨藏本”；孙女楊佳氏，嫁正蓝旗宗室德昌（父馬蘭鎮總兵慶錫，祖父两广总督耆英）。
- 子德振，内务府主事；錫振，内务府员外郎。
- 胞侄宜振，道光二十五年乙巳科二甲进士，工部右侍郎，著有《宾月轩试律》。
- 胞侄福振（字少峰）。女儿楊佳氏，嫁內務府鑲黃旗滿洲、同治戊辰科進士完顏氏嵩申。